# Líneas nocturnas (Avanza Zaragoza)
Las líneas nocturnas o líneas búho de Avanza Zaragoza son una red de líneas de autobús que dan servicio en horario nocturno los viernes y vísperas de días festivos en la ciudad de Zaragoza (España). Este servicio comenzó el 25 de junio de 2005, y a día de hoy continúa totalmente operativo.

## Líneas
Las líneas nocturnas de esta red pueden identificarse por la «N» mayúscula que precede al número de la línea en cuestión. Actualmente hay siete líneas nocturnas de servicio regular: N1, N2, N3, N4, N5, N6 y N7. Todas ellas inician su servicio en puntos céntricos de la ciudad, y dan cobertura a toda ella y a los barrios rurales de Montañana, Peñaflor y La Cartuja. Su recorrido es circular.

## Horario
Estas líneas dan servicio todos los viernes, y vísperas de días festivos, desde la una hasta las seis de la madrugada, cuando suele comenzar el servicio diurno.